# 桂慶枝 (5代目)
五代目 桂 慶枝（かつら けいし、1961年6月26日 - ）は、滋賀県草津市出身の落語家。本名∶竹田 俊英。

## 来歴・人物
京都学園大学経済学部卒業後、1984年3月に桂三枝（現：六代桂文枝）に7番弟子として入門。
高座名は、落語界の新しい風に、という願いを込めて桂三風と名付けられた。
創作落語やショート落語などを演じる。
2001年ころより、客席と高座が一体になって噺を運ぶ、独自のスタイルを考案。
これを「客席参加型落語」（後述）として、商標を登録。
現在、なんばグランド花月などの吉本の劇場や天満天神繁昌亭などに出演し活動している。
吉本興業所属。上方落語協会会員。
2024年1月31日、同年秋より桂枝光改メ四代目桂梅枝とともに、自身は五代目桂慶枝を襲名することを発表した。
2024年9月27日、五代目桂慶枝を襲名した。

## 客席参加型落語
2003年12月5日には、「桂三風の客席参加型落語」での商標登録が認可された。商標登録番号は第4732157号。日本の落語界で客席と高座が一体になって噺を運ぶ、独自のスタイルの寄席が商標登録されることは史上初めて。
客席には、枕に続いて簡単な説明があり、数回の練習の後、噺の最中に三風の手の合図で声を出すなどする。
多くの場合客席は、噺に登場する客の役などを担当し、感嘆する声や乾杯の唱和、万歳三唱、拍手などで参加する。
主な演目は以下のとおり。
- テレショップパニック
- 三年一組同窓会
- ああ定年
- 祭り囃子が聞こえる
- 出陣式
- 又も華々しき華燭の典（元は、同名の師匠文枝作創作落語）
- 動物園（同古典落語の動物園）
- 寿限無（同寿限無）

他

## 受賞歴
- 1989年 「MBS新人落語コンクール」優勝、「第10回ABCお笑い新人グランプリ」新人賞
- 1990年 「第11回ABCお笑い新人グランプリ」新人賞
- 2007年 「繁昌亭大賞 創作賞」